# Menominee County (Wisconsin)
Das Menominee County ist ein County im US-amerikanischen Bundesstaat Wisconsin. Im Jahr 2020 hatte das County 4255 Einwohner und eine Bevölkerungsdichte von 4,6 Einwohnern pro Quadratkilometer. Der Verwaltungssitz (County Seat) ist Keshena, das nach einem Indianerhäuptling benannt wurde.

## Geografie
Das County liegt im mittleren Nordosten von Wisconsin und ist im Osten etwa 70 km von der Green Bay des Michigansees entfernt. Es hat eine Fläche von 945 Quadratkilometern, wovon 18 Quadratkilometer Wasserfläche sind.
Von Nord nach Süd wird das County vom Wolf River durchflossen, der über den Fox River und den Lake Winnebago zum Einzugsgebiet des Michigansees gehört.
An das Menominee County grenzen folgende Nachbarcountys:
| Langlade County |                |               |
|                 |                | Oconto County |
|                 | Shawano County |               |

## Geschichte
Das Menominee County wurde 1961 aus Teilen der Menominee Indian Reservation gebildet. Benannt wurde es nach dem indigenen Volk der Menominee.

## Bevölkerung
Nach der Volkszählung im Jahr 2010 lebten im Menominee County 4232 Menschen in 1284 Haushalten. Die Bevölkerungsdichte betrug 4,6 Einwohner pro Quadratkilometer. In den 1284 Haushalten lebten statistisch je 3,28 Personen.
Ethnisch betrachtet setzte sich die Bevölkerung zusammen aus 12,2 Prozent Weißen, 0,7 Prozent Afroamerikanern, 85,1 Prozent amerikanischen Ureinwohnern, 0,1 Prozent Asiaten sowie aus anderen ethnischen Gruppen; 1,8 Prozent stammten von zwei oder mehr Ethnien ab. Unabhängig von der ethnischen Zugehörigkeit waren 5,2 Prozent der Bevölkerung spanischer oder lateinamerikanischer Abstammung.
32,4 Prozent der Bevölkerung waren unter 18 Jahre alt, 55,2 Prozent waren zwischen 18 und 64 und 12,4 Prozent waren 65 Jahre oder älter. 50,3 Prozent der Bevölkerung waren weiblich.

Das jährliche Durchschnittseinkommen eines Haushalts lag bei 37.644 USD. Das Pro-Kopf-Einkommen betrug 14.479 USD. 23,2 Prozent der Einwohner lebten unterhalb der Armutsgrenze.

## Ortschaften im Menominee County
Das Menominee County und das Florence County sind die einzigen Countys in Wisconsin, in denen es keine selbstverwalteten Gemeinden (Citys oder Villages) gibt. Die Einwohner leben somit ausschließlich in
Unincorporated Communities, zu denen auch der Verwaltungssitz des Countys gehört.
Census-designated places (CDP)
| - Keshena - Legend Lake - Middle Village1 | - Neopit - Zoar |

Andere Unincorporated Community
- Keshena Falls

1 – teilweise im Shawano County

## Gliederung
Das Territorium des Menominee County besteht mit der Town of Menominee aus nur einer Town.